# 紋付羽織袴

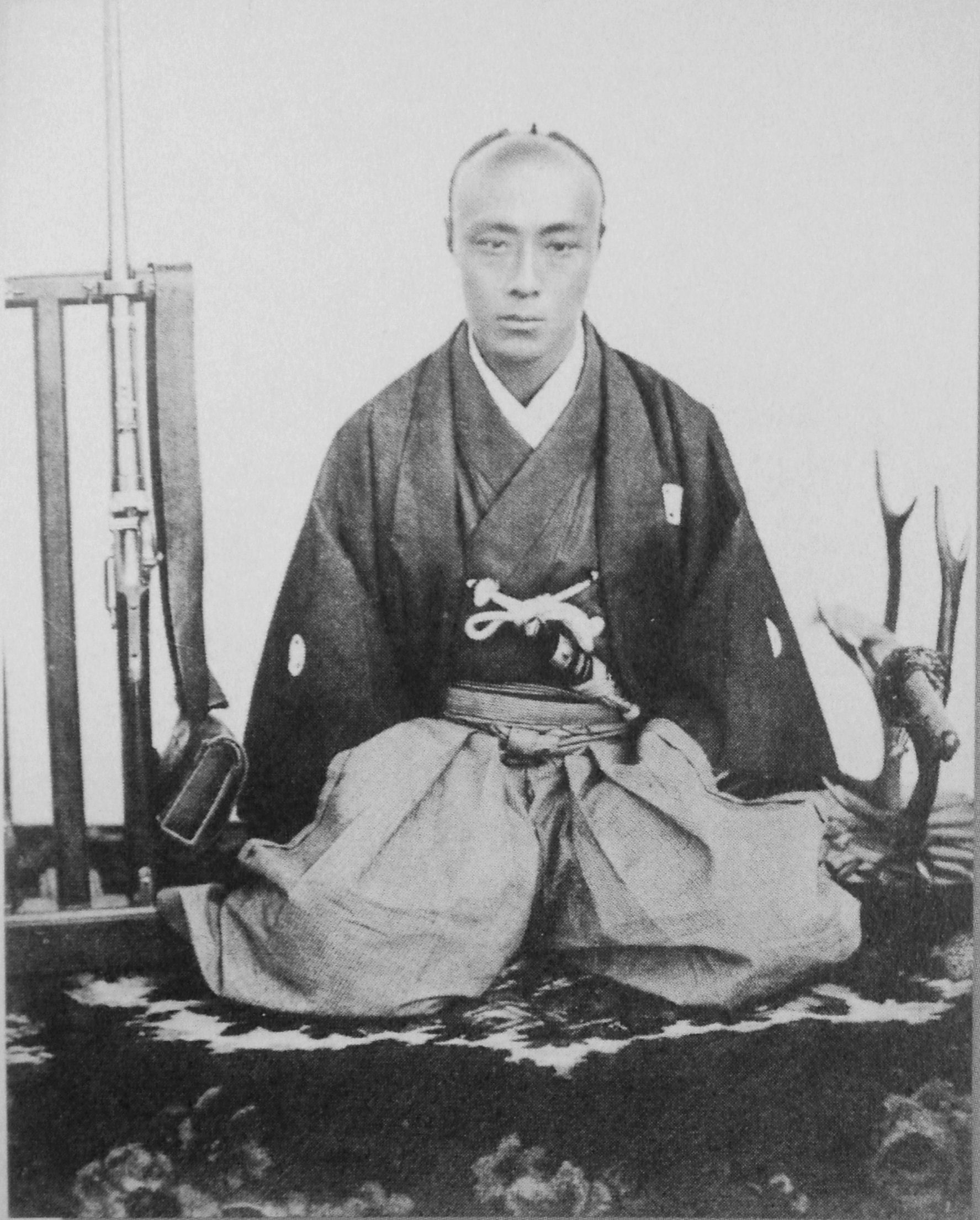
紋付羽織袴姿の徳川慶喜。羽織の房は花結びにし、武士であるため脇差を差している。扇は見られない。

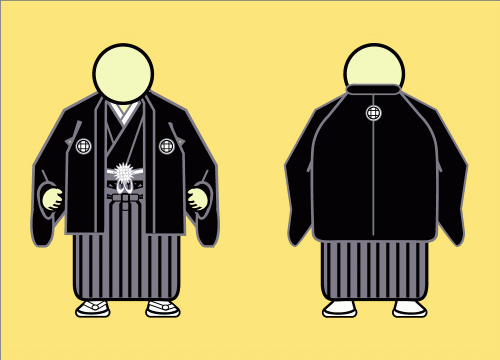
紋付羽織袴

紋付羽織袴（もんつきはおりはかま）は、男性の第一礼装または正装とされる和服。紋付の長着に袴をはき、紋付の羽織を着ける。

## 歴史
羽織の起源は定かではないが重ね着の様式に由来があるとされ、初期には埃よけとして用いられていた羽織が、様式化して正式な装いである羽織袴になったとされている。羽織は形も色も素材も雑多であったが、江戸時代になってまず袴と組み合わせた「羽織袴」が様式化し、武士には日常着、町人には礼服となった。武士の公服としては裃があったが、町人では江戸前期には麻裃とともに羽織が公式の服装とされた。この礼服として用いられる羽織袴は地味な色調のものとなり、江戸中期になると黒紋付の羽織袴が最も正式な格式となった（着用している人の氏や素姓を示すため羽織や着物に紋を入れる風習が江戸時代に現れた）。黒紋付の羽織袴が最も正式な格式になると同時に、無地、小紋、縞の順に略式の様式も序列化した。ただ、羽織姿は百姓では村役など、商人では番頭格以上など着用が認められる者は限られていた。
幕末には羽織袴姿は武士の公服となり、明治維新以降に裃が廃止されたこともあり、男子の礼装として普及していった。明治時代に太政官令で礼装を定めた際には「五つ紋の黒紋付羽織袴」が採用された。袴は本来は両脚に仕切りがある馬乗袴だったが、現代の袴はほとんどが両脚の間に仕切りのない行灯袴である。行灯袴が普及したのは大正末期ごろといわれている。
日本の結婚式でみられる新郎の和装の紋付羽織袴は、上が黒羽二重の五つ紋付の着物と羽織、下が仙台平の袴、足は白足袋に草履姿である。なお、大正末期ごろまでは葬礼の一般会葬者や法事の参加者も紋付羽織袴を着用した。
諸外国における式典に参加する際には、ナショナルドレス（民族衣装）として礼服と認められる。

## 構成

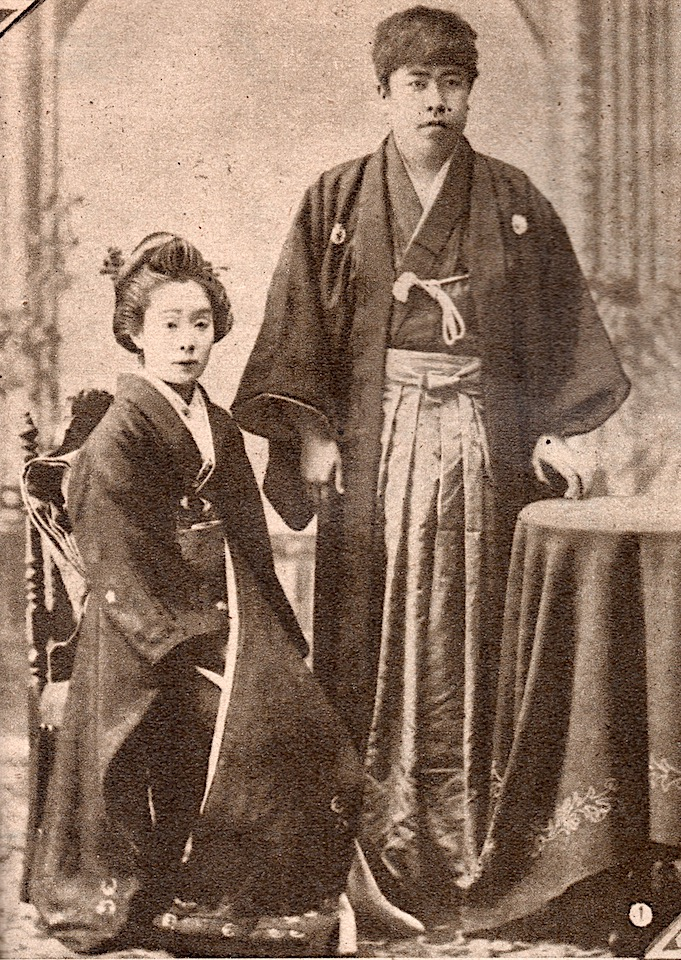
1889年、地学者志賀重昂の結婚写真

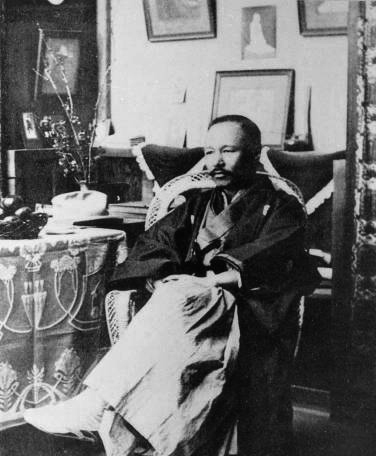
1911年に撮影された森鷗外の写真。長着は黒羽二重ではなく、重ね襟がしてある。羽織紐は黒。現在一般に見かける紋付羽織袴姿とは異なるが、当時は珍しいことではなかった。

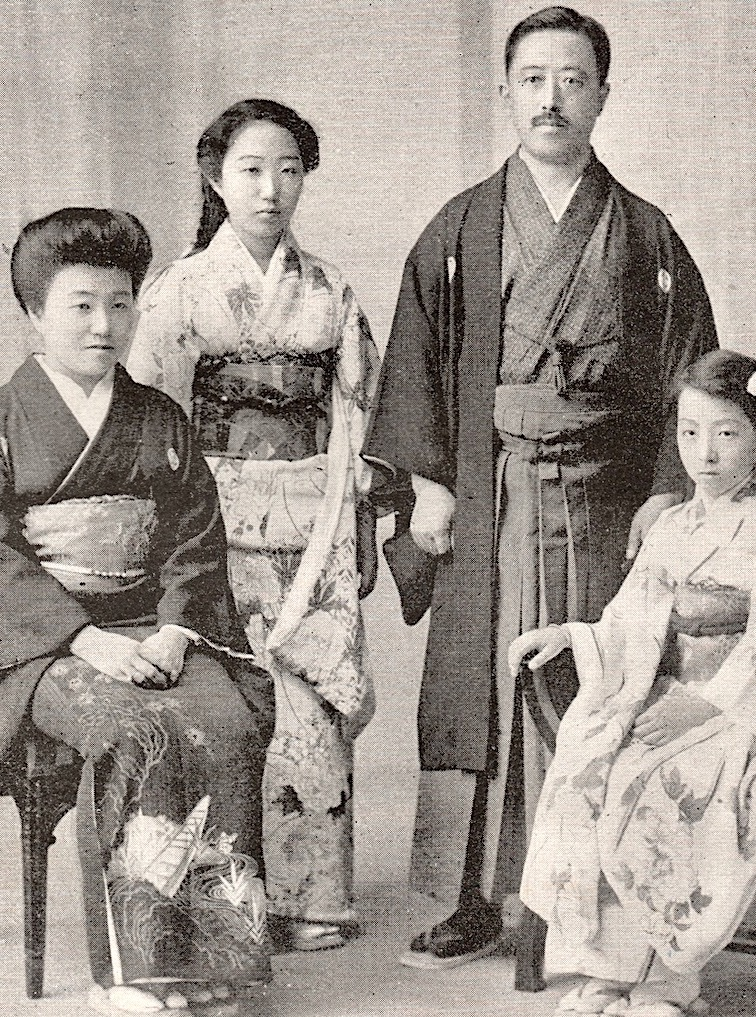
1920年に撮影された外交官一家の家族写真。夫妻は紋付羽織袴と黒留袖で正装している。

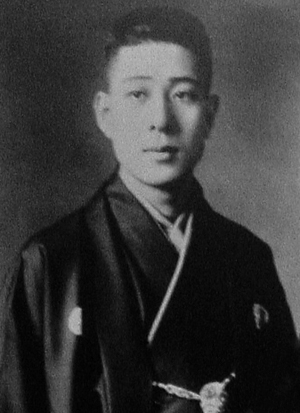
1930年頃、五代目中村福助の肖像写真。長着に白い重ね襟がしてあるのがよくわかる。重ね襟は現在でも婚礼の新郎用衣装などに残っているが、当時はごく一般的な装いであった。モノクロではあるが、羽織・長着の羽二重が美しい光沢を放っているのがよくわかる。

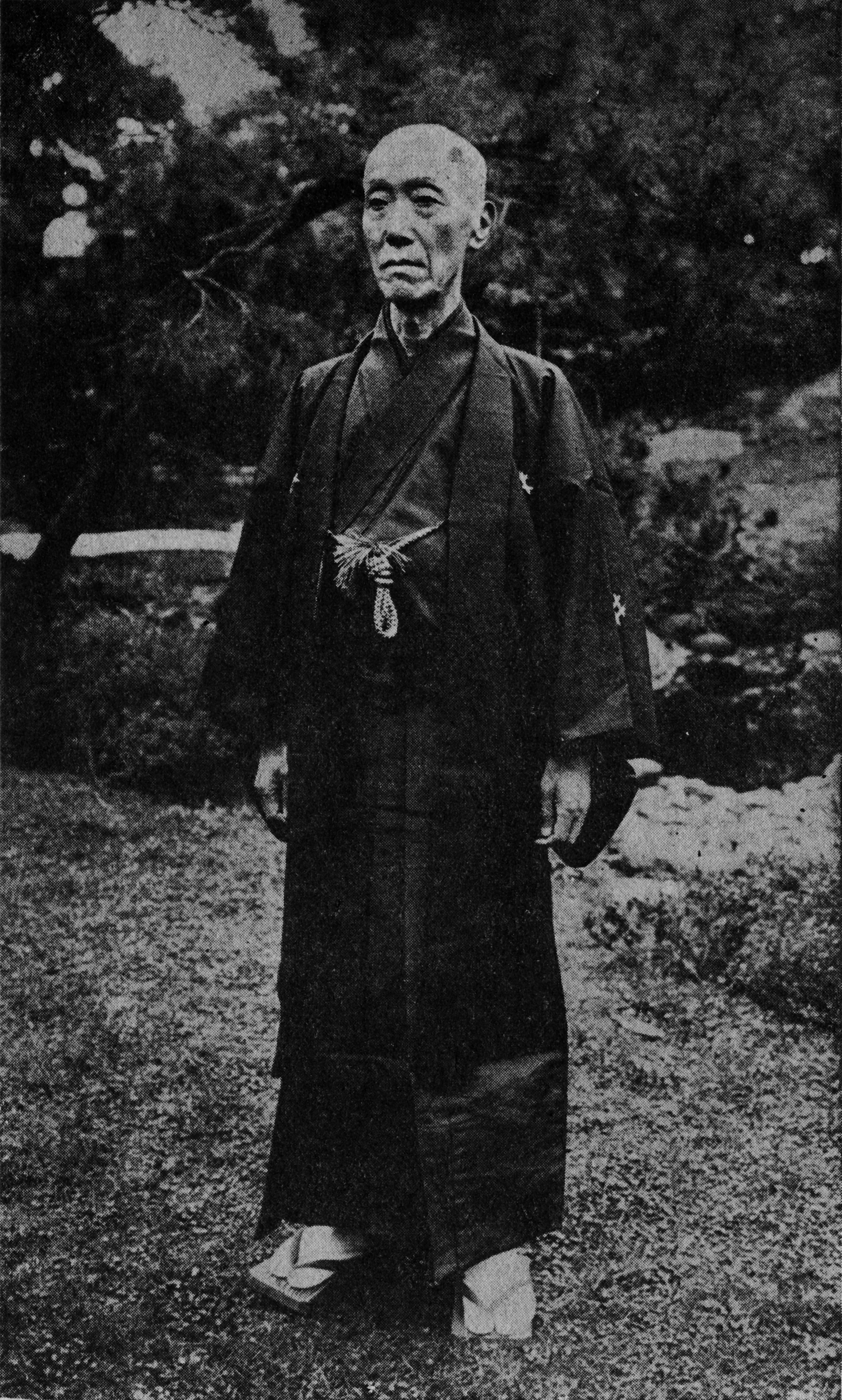
1943年、紋付羽織袴に威儀をただす16世宝生九郎。袴は能楽師の用いる仕舞袴、足もとは下駄がけである。「白は貴顕の色であって、下々の用いるべきものではない」という自らの主張どおり、襦袢の半襟は黒を用いている。

### 羽織・袴
ここでは、現代における一般的な慣習によって内容を説明しつつ、江戸時代～昭和初期にかけての、現在とは異なる形態についても、可能なかぎり説明を加えた。
- 羽織：黒羽二重、五つ紋
  - 紋は染め抜きが正式で、縫紋は略式。
  - 羽織紐は最礼装では白の平打ちだが、丸組みやそのほかの色でも差し支えない。「葬儀の際は灰色系統に限る」とするのは明治以降の俗習。花結び等は略式で、正式の場合には房を上にして鳩尾の前で結ぶ（殿様結び）。
- 長着（紋付）：黒羽二重、五つ紋
  - 紋は染め抜きが正式で、縫紋は略式。
  - 羽織とともに、夏場は絽や紗でもかまわない。
  - くだけたものとしては黒以外の色の紋付を用いることもある。
  - 明治以前は長着を数枚重ね着するのが普通であった。大正～昭和初期には、これが形骸化して、重ね衿をすることが一般的であったが、現在ではあまり見られず、結婚式の際の花婿の着付けなどに名残がある。
- 袴
  - 通常は茶または黒地の仙台平など荒い縞地の絹織物が用いられ、無地の袴は略式とされる。ただし、原則として色は好みでよく、紋付羽織袴のなかでは、着る人の個性をもっとも主張する部分である。
  - 現在では馬乗袴・行灯袴ともに可とされているが、本来は馬乗袴を穿くものとされる。
  - 結び方は十文字や一文字とされる。

### 付属物（近世以前からあるもの）
付属物については、細かいしきたりの定まっていないものが多い。また、現在では細かな指定がある場合でも、明治以降にできた新しい決まり事である場合が多い。
- 肌着
  - 何でもよいが、汗で襦袢、紋付きを汚さぬよう、吸湿性があり、身体を覆うものが望ましい。
  - ふつうは肌襦袢を用いるが、Vネックの袖付きTシャツ（白、薄い灰色、ベージュ、駱駝色など透けない色がよい）でもかまわない。
- 襦袢
  - 襦袢は下着であるので、表に見える襟を除いて、特に細かいしきたりはない。ただし、長着を夏物にする場合には、襦袢もそれに合わせる（衣替え）。
  - 半襦袢又は長襦袢（半襦袢の場合は裾除けかステテコを着ることが多い）。
  - 襦袢の色、柄、素材は好みによる。ただし、一般的には、長着の袖口から見えることを配慮して、無地のおとなしい色目を使うことが多い。また、生地は羽二重と相性のよい絹地が多い。
  - 襟（半衿）は羽二重や縮緬などの無地の絹地を用いる（夏場は絽や紗）。女物と違い、色は白を中心として、紺、灰色、浅黄色など、さまざまである。弔事の時は地域によっては黒や灰色の所もある。
  - 現代では、襦袢の襟の色は白（「白でなくてはならない」）とすることが多いが、「白は高貴な人の用いる色であるから、使うべきではない」（宝生九郎）と、これに反対する反対意見もある。
- 足袋：白足袋に限る。弔事の時は地域によっては黒足袋の所もある。
- 帯：角帯
  - 特に細かいしきたりはなく、なんでもよい。博多帯を選ぶ人が多いが、錦織でもよい。
- 履物
  - 白鼻緒の雪駄を用いる。弔事の時は地域によっては黒や灰色の鼻緒の所もある。
  - 江戸時代の礼装は、原則として屋内の儀礼を前提としたものであったので、履物についてはさほど細かいしきたりがなく、晴雨によって下駄、雪駄、草履を使い分けていた。現在では、明治以降の慣習として雪駄を用いることが一般化している。
- 扇子
  - 白扇を持つことが多い。

## 着用
- 結婚式[1] - 新郎や両家の父親、来賓など。
- 成人式[1]

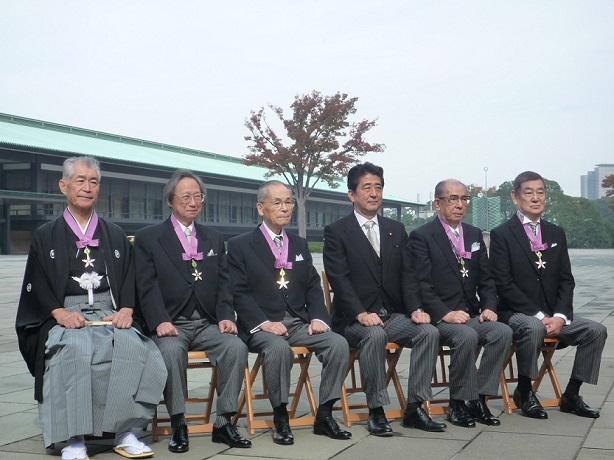
2013年、文化勲章親授式に紋付羽織袴で出席した本庶佑

- 葬儀 - 羽織の紐は祝儀の時と同様に白だが、黒や灰色を使用する風習もある。
- 授賞式 - 川端康成や本庶佑はノーベル賞の授賞式に燕尾服ではなく、紋付羽織袴で出席している。
- 勲章等の授与を受ける際 - 勲章等着用規程によりモーニングコートと同等に定められ、選択できる。
- 地歌箏曲尺八長唄など、多くの近世邦楽の正式な演奏会、芝居や舞踊の地方（じかた＝伴奏）出演時など。派によって、および新年や記念など重要な公演では羽織ではなく裃を着用することもある。
- 将棋棋士 - タイトル戦等の対局で使用される。
- 大相撲 - 関取の正装であり、審判（勝負審判、古くは「検査役」）も着用している。
- 襲名披露 - 落語家は二ツ目昇進後に着用が許される。